# Paul Watson (basket-ball)
Paul Watson Jr., né le 30 décembre 1994 à Phoenix dans l'Arizona, est un joueur américain de basket-ball évoluant au poste d'ailier.

## Biographie
Le 15 janvier 2020, après avoir signé un contrat de 10 jours avec les Hawks d'Atlanta, il signe un contrat two-way avec les Raptors de Toronto.
Le 19 décembre 2020, son contrat two-way est converti en un contrat de plusieurs années. Il est licencié le 3 août 2021.
En septembre 2021, il signe un contrat two-way en faveur du Thunder d'Oklahoma City. Il est coupé le 10 février 2022.